# Gymnothorax berndti
Gymnothorax berndti är en fiskart som beskrevs av Snyder, 1904. Gymnothorax berndti ingår i släktet Gymnothorax och familjen Muraenidae. Inga underarter finns listade i Catalogue of Life.